# Fumihiko Maki

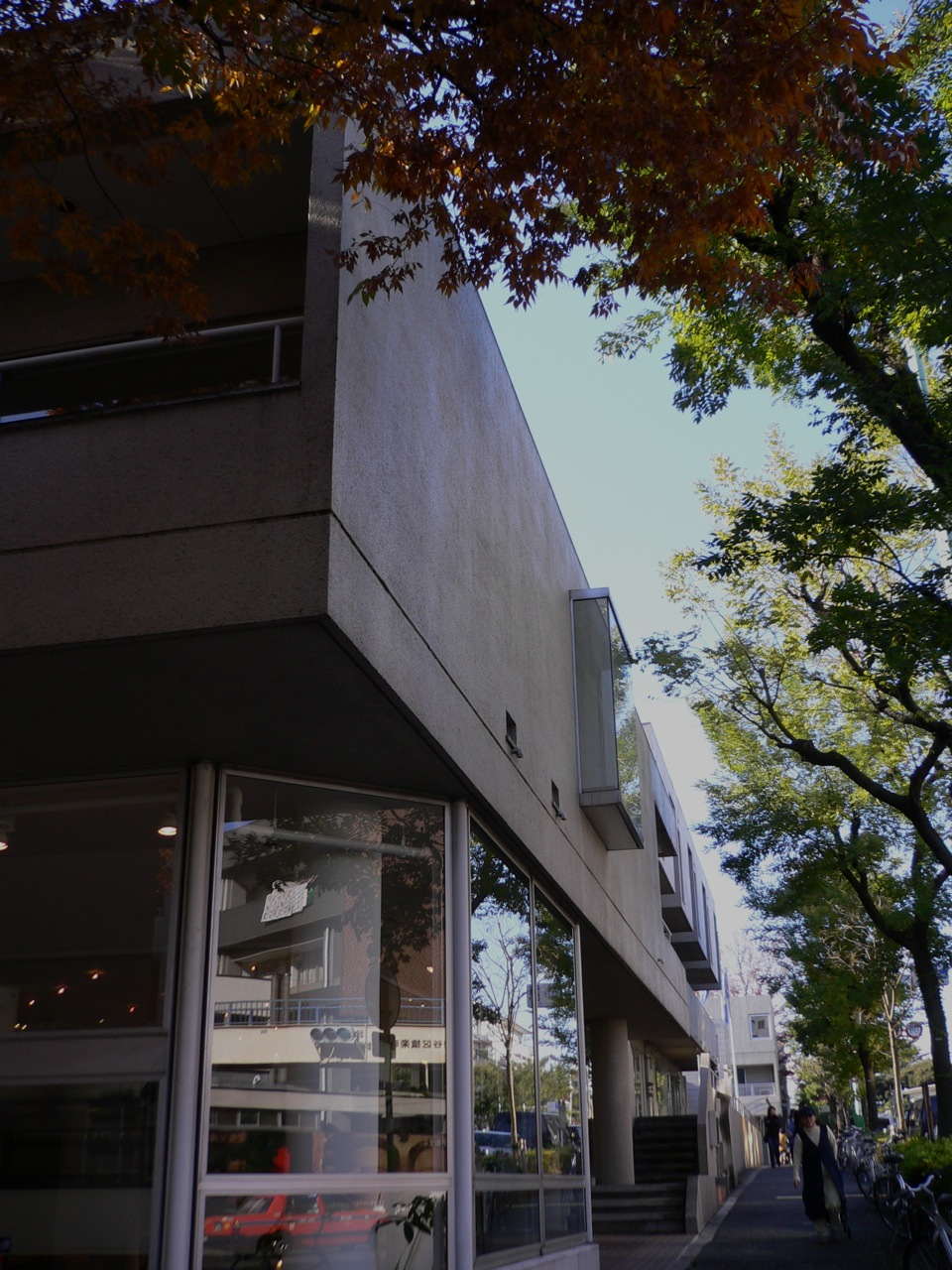
Hillside Terrace Apartments (1969).

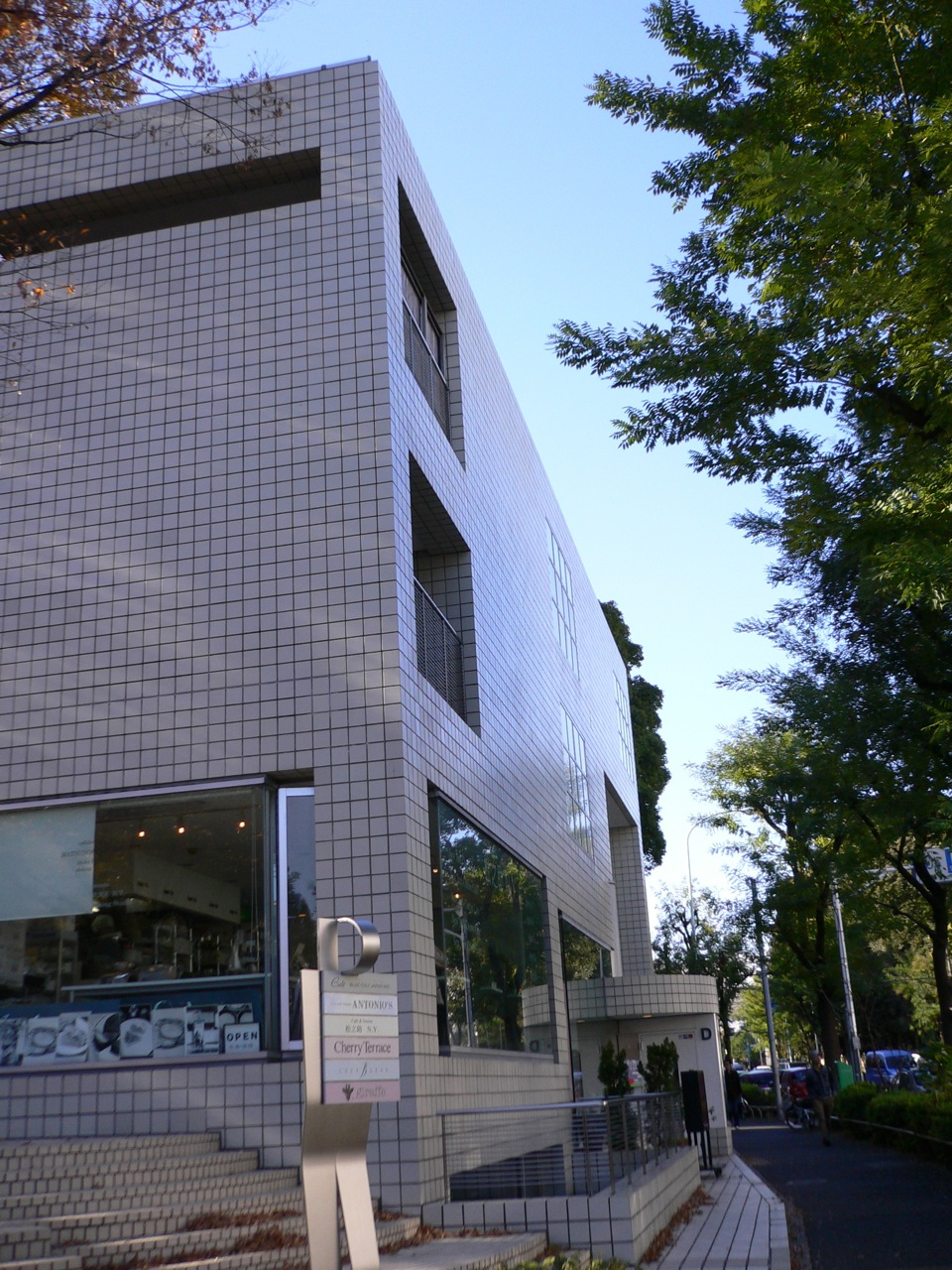
Hillside Terrace Apartments (1976).

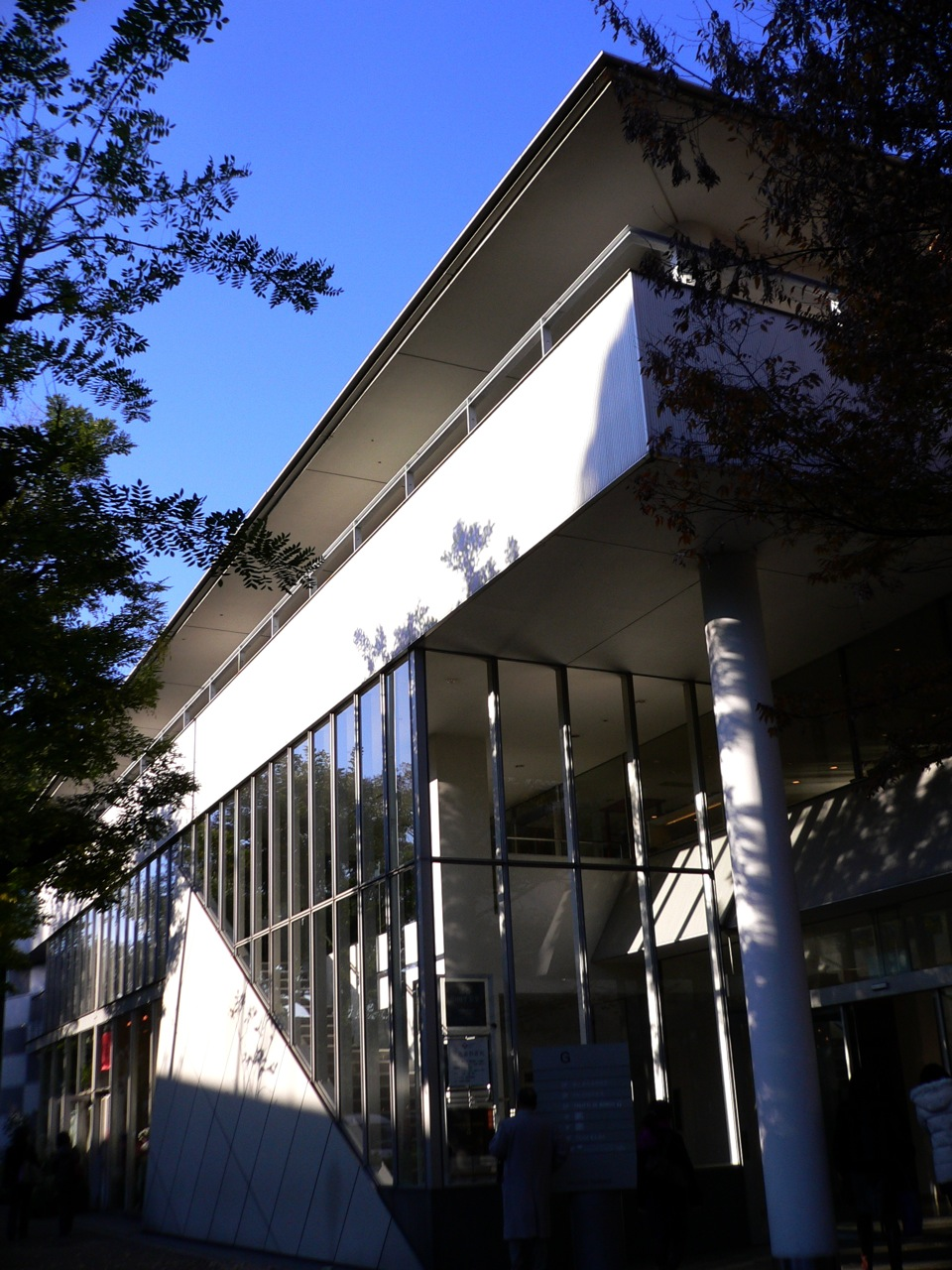
Hillside Terrace Apartments (1992).

Fumihiko Maki, född 6 september 1928 i Tokyo, död 6 juni 2024, var en japansk arkitekt. 
Maki utbildade sig till arkitekt vid Tokyos universitet 1952, Cranbrook Academy of Art i Bloomsfield Hills, Michigan, USA 1953 och Harvard Graduate School of Design, Cambridge, Massachusetts, USA 1954. Han arbetade för bland annat Skidmore, Owings, and Merrill i New York och för Sert Jackson i Cambridge. Efter att ha arbetat som lärare under några år, återvände Maki till Tokyo och grundade Maki and Associates 1965. Han var även en av grundarna till metabolisterna.
Med en för tiden typisk besatthet, utvecklade Maki modulsystem och standardiserade element, helst i metall, glas och platsgjuten betong, med slagsida åt rationell design och den senaste tekniken. Sin förkärlek för teori och teknik till trots, är han populist och hans byggnader äger ofta en sällsynt värme och upprymdhet. 
Maki kallar sig tveklöst modernist och använder sig ofta av traditionell japansk form, men han neutraliserar på sitt pragmatiska sätt konflikten mellan modernism och postmodernism med orden: Den kanske fungerar i väst, men i Japan skulle postmodernismens användning av historiska motiv helt enkelt dunsta bort. Hans inställning till standardisering är mycket pragmatisk och får, precis som hans teorier, tjäna som adaptivt och kontextuellt ramverk.

## Verk i urval
- Center for the Arts, Yerba Buena Center, San Francisco, Kalifornien, USA, 1993
- Nippon Cultural Center, Makuhari Messe, Chiba, Japan, 1990
- Tokyo Metropolitan Gymnasium, Tokyo, Japan, 1990
- Nationalmuseet för modern konst, Kyoto, Japan, 1986
- Fujisawa Municipal Gym, Fujisawa, Japan, 1984
- Hillside Terrace Apartments, Tokyo, Japan, 1969, 1973, 1976 och 1992
- Spiral, Tokyo, Japan, 1985
- YKK Guest House, Kurobe, Japan, 1983

## Utmärkelser
- Pritzkerpriset 1993
- AIA guldmedalj 2011